# Attuario
L'attuario si occupa di determinare l'andamento di variabili demografiche ed economico-finanziarie, disegnando gli scenari futuri grazie a questi calcoli detti per l'appunto attuariali. Gli attuari possiedono quindi gli strumenti analitici per valutare fenomeni economici quantitativi caratterizzati dall'incertezza; ad esempio calcolano le tariffe delle assicurazioni responsabilità civile auto e danni, delle assicurazioni vita e sulle persone più in genere, modellano prodotti finanziari, valutano l'equilibrio tecnico dei fondi pensione ed i rischi aziendali.

## Descrizione
L'attuario svolge numerose attività tra queste ricordiamo la costruzione e la valutazione di prodotti finanziari, assicurativi e previdenziali, l'elaborazione di analisi statistiche e la gestione dei dati, la valutazione delle riserve tecniche e la certificazione nei bilanci delle imprese di assicurazione, dei fondi pensione e delle casse di previdenza, la valutazione patrimoniale ed economica di aziende pubbliche e private, fornisce consulenze tecniche per tribunali, valuta i rischi nei più diversi ambiti, effettuando l'insieme delle relative analisi di risk management. L'attuario svolge la propria attività sia come libero professionista (circa 150 oggi in Italia), lavoratore dipendente presso compagnie di assicurazione e riassicurazione (circa 400), nel settore previdenziale (circa 150), nelle Università, negli enti di vigilanza (ad esempio IVASS e COVIP), nelle banche e negli enti finanziari in genere. Il ruolo dell'attuario è reso ancora più importante e centrale dallo sviluppo del mercato assicurativo, dalla forte crescita del settore previdenziale e dalla maggiore necessità di gestione del rischio nelle aziende e nelle attività finanziarie. È un ruolo quindi ad ampio spettro che non si limita solo ai "numeri" ma allarga i suoi orizzonti alla loro lettura ed interpretazione nell'ambito di una visione strategica prospettica di supporto alle scelte delle imprese e degli enti svolgendo, per i temi di cui si occupa, anche una funzione sociale a sostegno del Paese.

## Regolamentazione

### In Italia
In Italia, per lo svolgimento della professione di attuario è necessario il superamento dell'esame di abilitazione, consistente in due prove scritte, una prova pratica e un orale. Per l'ammissione all'esame di Stato di attuario è richiesto il possesso della laurea in discipline statistiche o finanziarie.
In particolare, per accedere alla sezione A dell'albo è indispensabile il possesso della laurea magistrale in una tra le classi LM-16 (Finanza), LM-82 (Scienze Statistiche), LM-83 (Scienze Statistiche Attuariali e Finanziarie) (o classi 19/S, 90/S, 91/S, 92/S per lauree precedenti l'anno accademico 2008/2009).
La sezione B richiede obbligatoriamente il possesso di un titolo di laurea triennale appartenente alla classe L-41 (Scienze Statistiche) (classe 37 per laurea precedente l'anno accademico 2008/2009), ed esonera dalla prima prova scritta per l'iscrizione nella sezione A.

### Paesi anglosassoni
La professione è molto prestigiosa nei paesi anglosassoni (Regno Unito, Stati Uniti - Canada e Australia), anche per via del consolidato ruolo delle assicurazioni private nell'economia. Il processo mediante il quale si diventa attuari è molto simile in queste realtà: lo studente interessato sostiene una serie di esami presso le Associazioni Professionali riconosciute di questi paesi e l'aver conseguito un titolo universitario non è condizione necessaria per sostenere questi esami. Gli esami si suddividono in esami preliminari, che coprono in modo molto rigoroso argomenti di probabilità, statistica delle assicurazioni vita e danni, matematica finanziaria e finanza, e esami tecnici che dipendono dall'ambito in cui il soggetto si vuole specializzare (assicurazioni vita, pensioni, non - vita e salute). Spesso il ciclo di studi permette di conseguire un titolo intermedio, quello di Associato, quando mancano pochi esami al conseguire la qualifica completa (Fellow). Le associazioni professionali più rilevanti sono:
- UK: Institute of Actuaries, su actuaries.org.uk.
- USA: Casualty Actuarial Society, su casact.org (archiviato dall'url originale il 24 luglio 2018).
- USA: Society of Actuaries, su soa.org (archiviato dall'url originale il 26 luglio 2018).